# حارة بير عرهب (صنعاء)
حارة بير عرهب هي إحدى حارات حي الجراف الشرقي بمديرية شعوب إحد مديريات العاصمة اليمنية صنعاء، بلغ تعداد سكانها 2545 نسمة حسب تعداد اليمن لعام 2004.